# IJsland op het Eurovisiesongfestival 1993
IJsland nam deel aan het Eurovisiesongfestival 1993 in Millstreet, Ierland. Het was de achtste deelname van het land op het Eurovisiesongfestival. De artiest werd gezocht via de nationale voorronde Söngvakeppni Sjónvarpsins. RUV was verantwoordelijk voor de IJslandse bijdrage voor de editie van 1993.

## Selectieprocedure
Söngvakeppni Sjónvarpsins 1992 bestond uit 1 finale en werd gewonnen door Ingibjörg Stefánsdóttir, kortweg Inga. Zij mocht aldus IJsland vertegenwoordigen op het Eurovisiesongfestival van dat jaar, met het nummer '"Þá veistu svarið".
| Volgorde | Artiest                   | Lied                     | Punten | Plaats |
| -------- | ------------------------- | ------------------------ | ------ | ------ |
| 1        | Ingunn Gylfadóttir        | "Brenndar brýr"          | 62     | 3      |
| 2        | Anna Mjöll Ólafsdóttir    | "Eins og skot"           | 70     | 2      |
| 3        | Haukur Hauksson           | "Í roki og regni"        | 43     | 6      |
| 4        | Margrét Eir               | "Ó hve ljúft er að lifa" | 46     | 5      |
| 5        | Eró-bikkjan               | "Hopp-abla-ha"           | 39     | 7      |
| 6        | Katla Maria Hausmann      | "Samba"                  | 32     | 9      |
| 7        | Ingibjörg Stefánsdóttir   | "Þá veistu svarið"       | 86     | 1      |
| 8        | Ingunn Gylfadóttir        | "Ég bý hér enn"          | 34     | 8      |
| 9        | Guðlaug Dröfn Ólafsdóttir | "Bless bless"            | 48     | 4      |
| 10       | Július Guðmundsson        | "Himinn, jörð og haf"    | 20     | 10     |

## In Millstreet
Op het Eurovisiesongfestival moest IJsland aantreden als negende, net na Malta en voor Oostenrijk. Aan het einde van de puntentelling bleek dat Inga op de 13de plaats was geëindigd met 42 punten.
Nederland en België hadden respectievelijk 7 en 0 punten over voor de IJslandse inzending.

### Gekregen punten

#### Finale
| 12 punten            | 10 punten                  | 8 punten | 7 punten                                            | 6 punten               |
| -------------------- | -------------------------- | -------- | --------------------------------------------------- | ---------------------- |
|                      |                            |          | - Nederland - Zweden                                |                        |
| 5 punten             | 4 punten                   | 3 punten | 2 punten                                            | 1 punt                 |
| - Kroatië - Slovenië | - Denemarken - Griekenland |          | - Cyprus - Israël - Noorwegen - Verenigd Koninkrijk | - Ierland - Oostenrijk |

### Punten gegeven door IJsland

#### Finale
Punten gegeven in de finale:
| 12 punten | Verenigd Koninkrijk |
| 10 punten | Noorwegen           |
| 8 punten  | Frankrijk           |
| 7 punten  | Zweden              |
| 6 punten  | Nederland           |
| 5 punten  | Finland             |
| 4 punten  | Zwitserland         |
| 3 punten  | Ierland             |
| 2 punten  | Portugal            |
| 1 punt    | Turkije             |